# System zarządzania dokumentami
System zarządzania dokumentami (ang. Document Management System lub Electronic Document Management (EDM)) – narzędzie informatyczne pozwalające na przetwarzanie wszelkich form dokumentów powstających w organizacjach. Przetwarzanie dotyczy zarówno dokumentów wewnętrznych dotyczących współpracy różnych obszarów funkcjonalnych organizacji, jak również dokumentów napływających z otoczenia (np. zamówienia od klientów, faktury, listy i inne). W zakresie zarządzania wiedzą techniki te w szczególny sposób wspomagają obszar gromadzenia i organizowania zasobów wiedzy.
Na szczególną uwagę w zakresie zarządzania dokumentami zasługuje wzrost popularności narzędzi OCR (Optical Character Recognition) przetwarzających dokumenty z formy papierowej (graficznej) w formę tekstową, dającą się w prosty sposób indeksować i zapisywać we wszelkiego rodzaju komputerowych bazach danych.

## Funkcje informatycznych systemów zarządzania dokumentami
- rejestrowanie
- porządkowanie
- klasyfikacja
- system kontroli wersji
- archiwizacja danych
- powiadomienia osobiste bądź dla grup użytkowników o zmianach
- monitorowanie plików i folderów
- obsługa różnych formatów plików
- operacje przenoszenia, wysyłania w obieg, usuwania
- zarządzanie obiegiem dokumentów

Każdy dokument posiada metrykę określającą informacje ogólne dokumentu. Dane znajdujące się w metryce mogą być definiowane przez użytkownika systemu.
Niektóre systemy zarządzania są zintegrowane z systemami workflow, gdzie każda z osób pracuje nad dokumentem na swoim poziomie kompetencji, a następnie przekazuje go kolejnym pracownikom.

## Standaryzacja
Wiele stowarzyszeń branżowych publikuje własne listy standardów dotyczących kontroli dokumentów stosowanych w poszczególnych branżach. Poniżej przedstawiono listę wybranych dokumentów ISO. Klasyfikacja ICS: 01.140.10 i 01.140.20. ISO opublikowała również serię norm dotyczących dokumentacji technicznej, sklasyfikowanych jako 01.110.
- ISO 2709 – Informacja i dokumentacja – Format wymiany informacji
- ISO 15836 – Informacja i dokumentacja – Zbiór metadanych Dublin Core
- ISO 15489 – Informacja i dokumentacja – Zarządzanie dokumentacją
- ISO 21127 – Informacja i dokumentacja – Ontologia referencyjna do wymiany informacji o dziedzictwie kulturowym
- ISO 23950 – Informacja i dokumentacja – Wyszukiwanie informacji (Z39.50) – Definicja usługi aplikacyjnej i specyfikacja protokołu
- ISO 10244 – Zarządzanie dokumentacją – Analiza i ustalanie procesów biznesowych
- ISO 32000 – Zarządzanie dokumentacją – Format przenośnego dokumentu (PDF)[5]
- ISO/IEC 27001 – Specyfikacja systemu zarządzania bezpieczeństwem informacji[6]

## Kontrola dokumentów
Regulacje rządowe zazwyczaj wymagają od firm działających w określonych branżach kontroli dokumentacji. Specjalista ds. kontroli dokumentów odpowiada za ścisłe zarządzanie dokumentacją. Do tych branż należą m.in. rachunkowość (np. 8. dyrektywa UE, ustawa Sarbanesa-Oxleya), bezpieczeństwo żywności (np. Food Safety Modernization Act w USA), normy ISO (wymienione powyżej), produkcja wyrobów medycznych (FDA), wytwarzanie krwi, ludzkich komórek i tkanek (FDA), opieka zdrowotna (JCAHO) oraz technologia informacyjna (ITIL). Niektóre branże podlegają bardziej rygorystycznym wymaganiom dotyczącym kontroli dokumentów ze względu na rodzaj przechowywanych informacji, np. dla celów prywatności, gwarancji lub innych regulacji prawnych. Przykłady obejmują chronione informacje zdrowotne (PHI) wymagane przez HIPAA lub dokumentację projektów budowlanych wymaganą na okres gwarancji. Plan strategii systemów informacyjnych (ISSP) może kształtować organizacyjne systemy IT w perspektywie średnio- i długoterminowej.
Dokumenty przechowywane w systemie zarządzania dokumentacją – takie jak procedury, instrukcje pracy i oświadczenia polityczne – stanowią dowód nadzoru nad dokumentacją. Brak zgodności może skutkować grzywnami, utratą klientów lub pogorszeniem reputacji firmy.

## Przykładowe aplikacje zarządzania dokumentami
- Microsoft SharePoint
- Xerox DocuShare
- OpenKM